# Cantaloupe Island
Cantaloupe Island est la 18e compilation de Herbie Hancock sortie en 1994 sur le label Blue Note Records. C'est aussi le titre d'un morceau composé en 1964 tiré de l'album Empyrean Isles.

## Liste des titres
Toute la musique est composée par Herbie Hancock.
| No | Titre                                           | Durée |
| -- | ----------------------------------------------- | ----- |
| 1. | Cantaloupe Island (tiré de Empyrean Isles)      | 5:30  |
| 2. | Watermelon Man (tiré de Takin' Off)             | 7:10  |
| 3. | Driftin' (tiré de Takin' Off)                   | 6:55  |
| 4. | Blind Man, blind Man (tiré de My Point of View) | 8:15  |
| 5. | And What If I Don't (tiré de My Point of View)  | 6:30  |
| 6. | Maiden Voyage (tiré de Maiden Voyage)           | 7:54  |

## Musiciens
Cantaloupe Island (enregistré le 17 juin 1964)
- Herbie Hancock : piano
- Freddie Hubbard : trompette
- Ron Carter : contrebasse
- Tony Williams : batterie

Watermelon Man et Driftin (enregistré le 28 mai 1962)
- Herbie Hancock : piano
- Dexter Gordon : sax tenor
- Freddie Hubbard : trompette
- Butch Warren : contrebasse
- Billy Higgins : batterie

Blind Man, blind Man et And What If I Don't (enregistré le 19 mars 1963)
- Herbie Hancock : piano
- Hank Mobley : sax tenor
- Donald Byrd : trompette
- Grachan Moncur III : trombone
- Grant Green : guitare
- Chuck Israels : contrebasse
- Tony Williams : batterie

Maiden Voyage (enregistré le 17 mars 1965)
- Herbie Hancock : piano
- George Coleman : sax tenor
- Freddie Hubbard : trompette
- Ron Carter : contrebasse
- Tony Williams : batterie